# Margdalops angustus
Margdalops angustus är en tvåvingeart som beskrevs av Rohacek och Barraclough 2003. Margdalops angustus ingår i släktet Margdalops och familjen sumpflugor. Inga underarter finns listade i Catalogue of Life.